# Первокаменский
Первокаменский — хутор в Еланском районе Волгоградской области России. Входит в состав Таловского сельского поселения.

## География
Хутор находится в северной части Волгоградской области, в пределах Хопёрско-Бузулукской равнины, на берегах реки Чёрная, на расстоянии примерно 45 километров (по прямой) к юго-юго-западу (SSW) от посёлка городского типа Елань, административного центра района.
Часовой пояс
Хутор Первокаменский, как и вся Волгоградская область, находится в часовой зоне МСК (московское время). Смещение применяемого времени относительно UTC составляет +3:00.

## Население
| 2008 | 2010 | 2015 |
| ---- | ---- | ---- |
| 132  | ↗148 | ↘132 |

Гендерный состав
По данным Всероссийской переписи населения 2010 года в гендерной структуре населения мужчины составляли 48,6 %, женщины — соответственно 51,4 %.
Национальный состав
Согласно результатам переписи 2002 года, в национальной структуре населения русские составляли 84 % из 189 чел.

## Улицы
Уличная сеть хутора состоит из трёх улиц.